# Điện thờ Paulina
Điện thờ Paulina là một điện thờ nằm ở Nova Trento, Santa Catarina, Brazil. Nó được xây dựng nhằm mục đích dành riêng cho Pauline của Trái Tim Cực Lạc của Chúa Giêsu, tọa lạc trên đồi Madre, nơi nữ tu đã sống và tuyên xưng đức tin của cô.

## Lịch sử
Thánh Paulina được Giáo hoàng John Paul II phong thánh (19/5/2002) tại một buổi lễ ở Quảng trường Thánh Peter. Từ đó, cô đã trở thành nữ thánh đầu tiên của Brazil. Việc xây dựng bắt đầu ngay sau khi được sự chấp thuận của Dòng Nữ Tu Đức Mẹ Vô Nhiệm Nguyên Tội -  hội dòng do Thánh Paulina thành lập, được xây dựng hoàn thành trong vòng 926 ngày vào ngày 22 tháng 1 năm 2006.

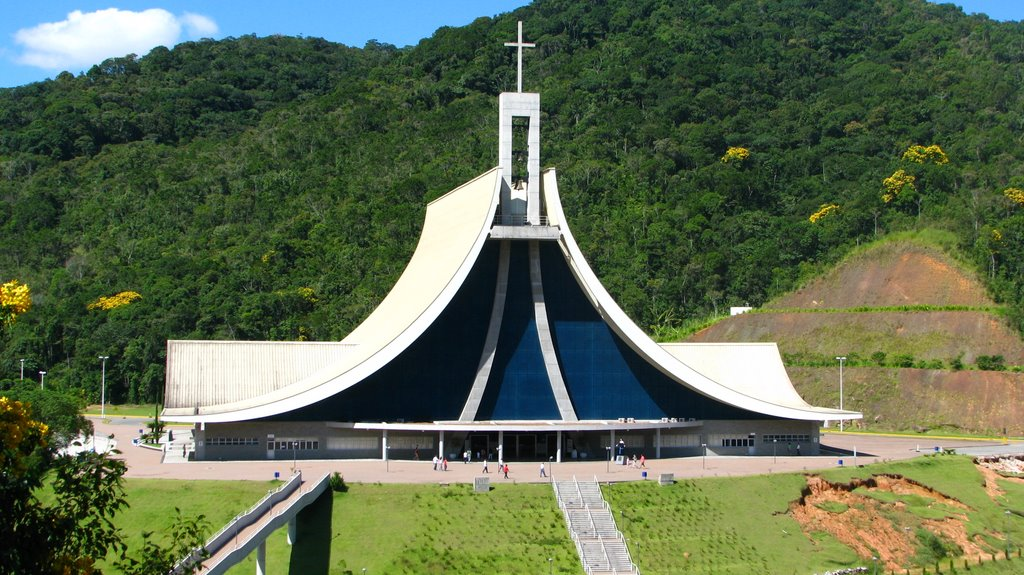
Quang cảnh nhìn từ trên không của nhà thờ, bao gồm có các bậc thang và đoạn đường nối dẫn đến nhà thờ

## Kiến trúc
Nhà thờ chiếm diện tích 9,616 mét vuông, bao gồm tòa nhà chiếm diện tích 6,925 mét vuông. Tòa nhà của nhà thờ có dạng hình nón, nhìn tổng thể trông giống như hai bàn tay đang cầu nguyện hoặc có hình dạng của một cái lều. Nhà thờ có sức chứa lên đến 3.000 người với bàn lễ thánh thể được cấu tạo từ granit ở trung tâm. Nhà thờ cũng có ba nhà nguyện nhỏ hơn - Nhà nguyện của Đấng Chí Thánh, Nhà nguyện Hòa giải và Nhà nguyện Thánh Paulina, và một nhà nguyện sau này đang lưu giữ xương cánh tay của Thánh Paulina như một di vật.
Có khoảng 70.000 du khách đến thăm điện thờ vào mỗi tháng. Khu phức hợp là nơi bao gồm những công trình kiến trúc gắn liền với cuộc đời của Thánh Paulina. Nhà thờ Đức Mẹ Lộ Đức là một nhà thờ nhỏ và lâu đời trong khu phức hợp, ban đầu được Eusébio Scheid tuyên bố là thánh địa của Thánh Paulina vào ngày 9 tháng 7 năm 1998. Nhà nguyện của các Nữ Tu là ngôi nhà nơi thành lập hội dòng các Nữ tu Đức Mẹ Vô Nhiễm Nguyên Tội.